# Jan Pohl
Jan Pohl (* 9. Januar 1982 in Berlin) ist ein deutscher Schauspieler.

## Leben
Pohl, geboren 1982 in Berlin, studierte von 2002 bis 2006 Schauspiel am Max-Reinhardt-Seminar in Wien, wo er Rollenunterricht bei Klaus Maria Brandauer und Maria Happel hatte. 2005 wurde er beim 16. Bundeswettbewerb deutschsprachiger Schauspielschulen mit einem Ensemblepreis ausgezeichnet. 2006 erwarb er am Max-Reinhardt-Seminar sein Schauspieldiplom. Er hatte Theaterengagements bei den Festspielen Reichenau (2006), am Theater der Jugend Wien (2007), am Théâtre National du Luxembourg/Nationaltheater Luxemburg (2007), am WUK Wien (2007), bei der Canadian Opera Company in Toronto (2012; als Frosch in Die Fledermaus in englischer Sprache, Regie: Christopher Alden), an der English National Opera in London (2012; ebenfalls als Frosch), an der Theaterakademie Hamburg im Thalia in der Gaußstraße (2014) und am Heimathafen Neukölln (2015).
Für seine Filmrollen besuchte er einen Filmschauspielworkshop an der Filmakademie Ludwigsburg. Weitere Schauspielstudien folgten an den Michael Howard Studios und am HB Studio in New York City (2008/2009) sowie am Actors Centre in Großbritannien.
Pohl wirkte auch in verschiedenen deutschen und internationalen Kino- und Fernsehproduktionen mit. In  internationalen Produktionen wurde er meistens als deutscher Offizier oder SS-Mann eingesetzt. Sein Kinodebüt gab er in Stefan Ruzowitzkys Film Die Fälscher, der im Februar 2007 bei der Berlinale seine Uraufführung hatte. In Spike Lees Kriegsfilm Buffalo Soldiers ’44 – Das Wunder von St. Anna (2008) verkörperte er den gefangenen Deserteur Hans Brandt, einen jungen ehemaligen Obergefreiten der Waffen-SS. In Werther (2008) von Regisseur Uwe Janson, einer modernen, im heutigen Berlin spielenden Version von Goethes Die Leiden des jungen Werthers war er Sunny, der junge Mitarbeiter des Verlegers Albert. In dem Fernsehfilm Schimanski: Schuld und Sühne (2011) spielte er, an der Seite von Matthias Komm als Polizist Schmale, den jungen Polizisten Oliver Hoppe. In dem US-amerikanischen Action-Film Captain America: The First Avenger (2011) spielte er eine kleine Rolle, den Nazi-Offizier Hutter. In der ZDF-Dokureihe Frauen, die Geschichte machten war er 2013 an der Seite von Liv Lisa Fries (als Sophie Scholl) als ihr Verlobter Fritz Hartnagel zu sehen.
Pohl hatte außerdem Episodenrollen in den Fernsehserien SOKO Köln (2009; als drogensüchtiger Kumpel PeterGenschel), SOKO Wismar (2010; als Markus Hiller, Sohn der ermordeten Golfclub-Präsidentin), Ein Fall für zwei (2012; als „Pharma-Opfer“ Uwe Lenz), Alles Klara (2013; als tatverdächtiger Pizza-Bäcker Lukas Keller, der früher schon einmal im Besitz von Drogen war), SOKO Stuttgart (2015; als Mirko Laufenberg, Ehemann einer ermordeten Taubenzüchterin) und Alarm für Cobra 11 – Die Autobahnpolizei (2016). Im April 2016 war Pohl in der ZDF-Serie Letzte Spur Berlin ebenfalls in einer Episodenrolle zu sehen; er spielte Kilian Nolde, den Ex-Freund eines an einer bipolaren Persönlichkeitsstörung leidenden jungen Mädchens. Im November 2016 war er in der ZDF-Serie SOKO Wismar ebenfalls in einer Episodenrolle zu sehen; er spielte Heinrich Thomsen, den Einkäufer einer Wismarer Mode-Boutique und Lebensgefährten der ermordeten Ladeninhaberin. 
Im Spreewaldkrimi Spiel mit dem Tod (Erstausstrahlung: Februar 2017) spielte er den Langzeitarbeitslosen Paul Zander, der für einen Sprengstoffanschlag auf einen Sorben und dessen Freundin verantwortlich ist. In dem Fernsehfilm Toter Winkel, der im Mai 2017 erstausgestrahlt wurde, hatte er eine Nebenrolle; er stellte den einer rechten Untergrundorganisation angehörenden Polizisten Rolf Wenzel dar. In der ARD-Fernsehreihe Der Usedom-Krimi war er in der Folge Trugspur (Erstausstrahlung: Oktober 2017) in einer Nebenrolle als Paketfahrer Sören Wulff zu sehen, der nach einem illegalen Autorennen einen 17-jährigen Passanten überfährt, Fahrerflucht begeht und die Spuren der Tat zu verwischen sucht. In der 6. Staffel der ZDF-Serie Heldt (Ausstrahlung: 2018) übernahm er eine Episodenrolle; er war Moritz Hackforth, der Butler in einem kriminalistischen Teambuilding-Seminar. In der 13. Staffel der ZDF-Serie Notruf Hafenkante (2019) übernahm Pohl eine der Episodenrollen als krimineller Ehemann und Vater.
Pohl lebt in Berlin.

## Filmografie (Auswahl)
- 2007: Die Fälscher (Kinofilm)
- 2008: Buffalo Soldiers ’44 – Das Wunder von St. Anna (Kinofilm)
- 2008: Werther (Fernsehfilm)
- 2009: Die Blücherbande (Fernsehfilm)
- 2009: Das Echo der Schuld (Fernsehzweiteiler)
- 2009: SOKO Köln (Fernsehserie, Folge: Der Fluch der bösen Tat)
- 2010: SOKO Wismar (Fernsehserie; Folge: Gut angelegt)
- 2011: Schimanski: Schuld und Sühne (Fernsehfilm)
- 2011: Captain America: The First Avenger (Kinofilm)
- 2012: Der Heiratsschwindler und seine Frau (Fernsehfilm)
- 2012: Ein Fall für zwei (Fernsehserie; Folge: Mord im Callcenter)
- 2012: Notruf Hafenkante (Fernsehserie; Folge: Es grünt so grün)
- 2013: Die Spione von Warschau (Spies of Warsaw, Miniserie)
- 2013: Alles Klara (Fernsehserie; Folge: Pizza mortale)
- 2013: Frauen, die Geschichte machten (ZDF-Dokureihe)
- 2015: Zwei Familien auf der Palme (Fernsehfilm)
- 2015: X Company (Fernsehserie; Folge: Walk with the Devil)
- 2015: SOKO Stuttgart (Fernsehserie; Folge: Tod und Taube)
- 2015: Frau Roggenschaubs Reise (Fernsehfilm)
- 2016: Böser Wolf – Ein Taunuskrimi (Fernsehreihe)
- 2016: Morgen hör ich auf (Fernsehserie)
- 2016: Alarm für Cobra 11 – Die Autobahnpolizei (Fernsehserie; Folge: Zahltag)
- 2016: Letzte Spur Berlin (Fernsehserie; Folge: Verfolgt)
- 2016: Sibel & Max (Fernsehserie; Folge: Happy End?)
- 2016: SOKO Wismar (Fernsehserie; Folge: Fenster zum Hof)
- 2016: Spreewaldkrimi – Spiel mit dem Tod (Fernsehreihe)
- 2017: Toter Winkel (Fernsehfilm)
- 2017: Fikkefuchs
- 2017: Tod im Internat: Schattenwelten (Fernsehfilm)
- 2017: Trugspur – Der Usedom-Krimi (Fernsehreihe)
- 2018: Heldt (Fernsehserie; Doppelfolge: Dinner mit Verbrechen)
- 2019: Notruf Hafenkante (Fernsehserie; Folge: Das Buddelschiff)
- seit 2020: Fritzie – Der Himmel muss warten (Fernsehserie)
- 2022: Der Alte (Fernsehserie; Folge: Zeugen der Anklage)
- 2022: SOKO Wismar (Fernsehserie; Folge: Lug und Trug)
- 2024: In aller Freundschaft (Fernsehserie; Folge: Meister der Verdrängung)